# Vacciago
Vacciago est une frazione (hameau) de la commune italienne d'Ameno située dans la province de Novare et la région du Piémont, au nord-ouest du pays.

## Géographie
Vacciago est localisé à 500 km au nord de la capitale, Rome et est établi au bord du lac d'Orta. L'altitude de Vacciago est de 486 mètres.
Sa population était de 123 habitants en 2011.

## Art contemporain
La localité de Vacciago préserve une collection d'art contemporain que l'artiste Antonio Calderara a désiré laisser en témoignage des tendances d'avant-garde artistique de 1920 à 1978, année de sa mort survenue dans la localité. Il y a un total de 327 œuvres de 133 artistes de renommée mondiale.